# Santuários e Templos de Nikko

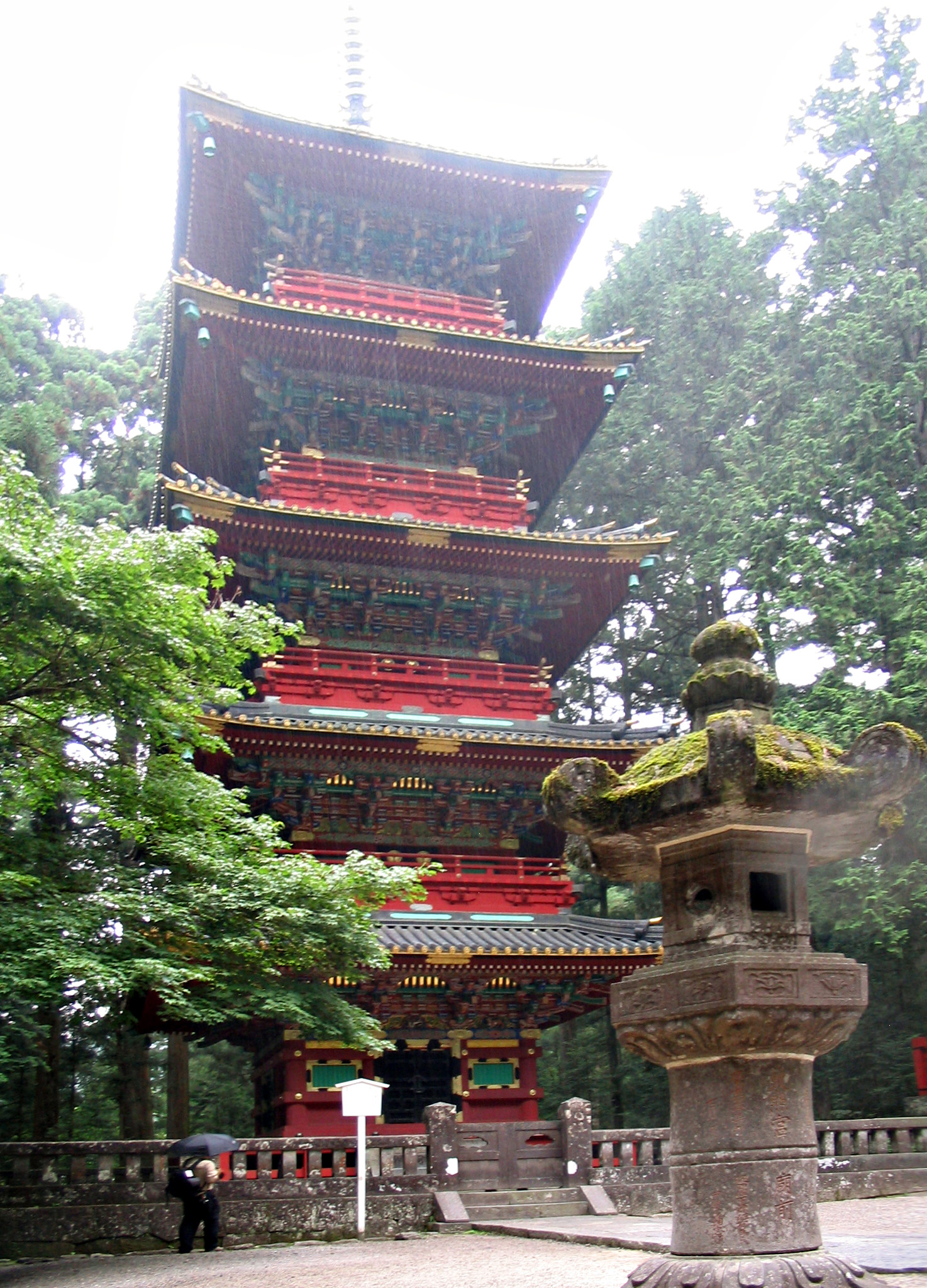
Pagode em Nikko

Santuários e Templos de Nikko são um Património Mundial da Humanidade em Tochigi, no Japão. Os Santuários e Templos de Nikko, juntamente com a paisagem natural que os rodeia, há séculos são locais sagrados conhecidos pelas suas obras de arte decorativas e pela sua arquitectura. Estão associados aos Shogun de Tokugawa.
Alguns destes templos são, por exemplo, o Nikkō Tōshō-gū, o Rinnō-ji, e o Futarasan jinja.